# Ružičasti ibis
Ružičasti ibis (lat. Eudocimus ruber) je vrsta ptica iz potporodice ibisa. Rasprostranjeni su na sjeveru Južne Amerike. Vrstu je prvi put opisao Carl Linne 1758. godine.

## Opis
Ružičasti ibis prepoznatljiv je po svojim dugim nogama i tankom zakrivljenom vratu. Mladunci su po rođenju sive boje, a ružičastu nijansu poprimaju zbog ishrane posebnom vrstom račića. Hrane se i razmnožavaju u grupama. 

## Zanimljivosti
Ružičasti ibis nalazi se na grbu Trinidada i Tobaga zajedno s pticom Čačalakom.

## Vanjske poveznice
|  | Zajednički poslužitelj ima stranicu o temi Eudocimus ruber    |
|  | Zajednički poslužitelj ima još gradiva o temi Eudocimus ruber |
|  | Wikivrste imaju podatke o taksonu Eudocimus ruber             |